# Paulicianism
Paulicianismul este o sectă creștină eretică dualistă, influențată puternic de maniheism, care face o distincție între Dumnezeul creator al cerului și al pământului și Dumnezeul creator al sufletelor, singurul care merită să fie adorat.
Se presupune că numele acestei mișcări a fost luat fie de la apostolul Pavel, fie de la Paul de Samosata, care a fost episcop al Antiohiei în secolul al III-lea.
În învățătura lor paulicienii resping Vechiul Testament și pretind că nu a existat o întrupare a lui Hristos. Isus Hristos a fost un înger care avea misiunea să mărturisească Evanghelia Sa, pentru ca oamenii să creadă că El poate salva de la moarte. Mama Sa reală este Ierusalimul ceresc. Ei nu au onorat crucea și au respins icoanele, Biblia lor fiind doar o parte din Noul Testament.
Ei luau nume noi după botez, după numele menționate în Epistolele pauline, dorind ca aceste persoane să revină la viață. (Ex: Constantin Mananasis a luat numele de Silvanus).

## Istoric

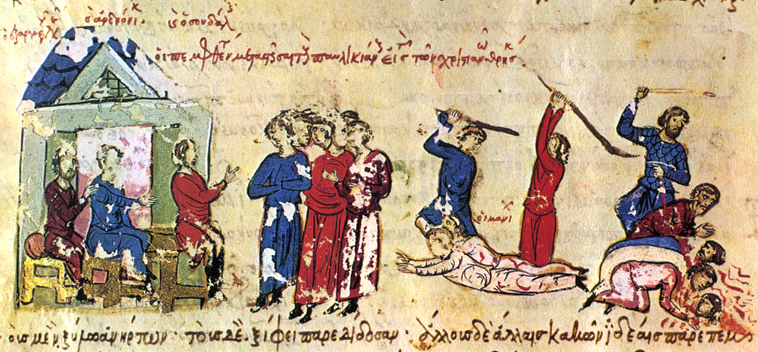
Masacrarea paulicienilor de către bizantini în 844

Secta a apărut și a înflorit între 650-872 în Armenia și în themele răsăritene ale Imperiului Bizantin. Paralel cu dezvoltarea doctrinală a avut loc și o organizare militară. În anul 660, sediul congregației s-a stabilit la Kibossa în Armenia. Bizantinii au dus o permanentă prigoană împotriva paulicienilor, care au rezistat însă pentru o lungă perioadă. Apogeul mișcării paulicienilor a avut loc în 844, când ei au constituit un stat propriu cu capitala la Tibrike (astăzi Divriğ), în Cappadocia. Conducătorul paulicienilor, Karbeas a apelat la ajutorul emirului din Melitene pentru a face față bizantinilor, dar a fost ucis în cursul campaniei bizantine condusă de Mihail al III-lea în anul 863. Luptele au continuat încă 10 ani în timpul lui Chrysokeir, urmașul lui Karbeas. În cele din urmă, în anul 871, paulicienii au fost învinși și fortăreața Tibrike a fost cucerită. O sută de mii de paulicieni au căzut victimă luptelor și represaliilor. O parte din paulicieni s-au retras în est în regiunile controlate de musulmani. În timpul primei cruciade, descendenții paulicienilor  au luptat contra cruciaților. O altă parte a continuat să trăiască, tolerați în imperiul bizantin. 
Constantin al V-lea a strămutat mulți paulicieni în Tracia (Bulgaria de azi). Împăratul Ioan I Tzimiskes a strămutat, tot în Tracia, un alt grup de paulicieni din Siria, cărora le-a garantat libertatea religioasă. Un episod a implicat participarea românilor (valahilor) la mișcarea paulicienilor. Sub conducerea lui Travlos, paulicienii și-a stabilit tabăra într-o cetate părăsită din Veliatovo, lângă  Philippopolis, aderând la mișcare numeroși valahi și sârbi. În anul 1086, când pecenegii au acceptat să-l susțină cu trupe pe Travlos, acesta a declanșat ostilitățile. Împăratul Alexius a trimis o armată sub comanda lui George Pacurianus dar acesta a fost bătut de paulicieni, valahi si pecenegi lângă Veliatovo. O altă armată a lui Alexius a reușit în final să zdrobească pecenegii și paulicienii. 
Comunitatea din Bulgaria a supraviețuit până în vremurile moderne, marcându-și prezența la anumite evenimente istorice, ca de exemplu ca participanți în expedițiile bizantine contra normanzilor.
Mai târziu, un grup de circa zece mii de paulicieni, convertiți la romano-catolicism, s-au refugiat în anul 1688 la nord de Dunăre  sub Constantin Brâncoveanu beneficiind de condiții economice avantajoase și stabilindu-se în special în zona Olteniei. Din 1725 sediul mitropoliei catolice de Nicopole a fost stabilit la Craiova unde exista o numeroasă comunitate de paulicieni, mitropolit fiind numit Nikolaus Stanislavich. După Pacea de la Passarowitz, când austriecii au pierdut oficial Oltenia, o mare parte din catolicii pavlicieni s-au stabilit în Banat, în jurul Timișoarei și în oraș, precum și în Arad, pe de o parte pentru a contribui la întărirea catolicismului în zonă, pe de alta pentru a scăpa de prigoana otomană. Aceștia au devenit cunoscuți apoi sub numele de bulgari bănățeni.